# Riya Sen
Riya Sen (bengalski: রিয়া সেন; hindi: रिया सेन; ur. 24 stycznia 1981 w Kalkucie jako Riya Dev Varma) – indyjska aktorka i modelka. Postrzegana jako symbol seksu. Atakowana za pocałunki i pojawianie się na ekranie w stroju bikini. Aktorka w trzecim pokoleniu, siostra aktorki (Raimy Sen), wnuczka Suchitry Sen. Jej imię było łączone m.in. z imionami aktorów – z John Abrahamem i Ashmit Patelem.

## Filmografia
| Rok  | Film                      | Reżyser              | Rola                | współgrający                                                                                  | Język     | Uwagi                                             |
| ---- | ------------------------- | -------------------- | ------------------- | --------------------------------------------------------------------------------------------- | --------- | ------------------------------------------------- |
| 1991 | Vishkanya                 | Jag Mundhra          | mała Nishi          | Pooja Bedi, Kabir Bedi, Moon Moon Sen                                                         | Hindi     | jako dziecko                                      |
| 1999 | Taj Mahal                 | Bharathi Raja        | —                   | Manoj Bharatiraaja                                                                            | Tamilski  |                                                   |
| 1999 | Good Luck                 | Manoj Bhatnaghar     | Priya               | Prashanth, Raghuvaran, Suhasini Mani Ratnam                                                   | Tamilski  |                                                   |
| 2001 | Style                     | N. Chandra           | Sheena              | Sharman Joshi, Sahil Khan, Shilpi Mudgal, Tara Deshpande                                      | Hindi     |                                                   |
| 2001 | Zor Lagaa Ke... Hayya     | Girish Girija Joshi  | —                   | Mithun Chakraborty, Mahesh Manjrekar, Seema Biswas, Gulshan Grover                            | Hindi     | nieskończony                                      |
| 2002 | Dil Vil Pyar Vyar         | Anant Mahadevan      | Gaurav's girlfriend | R. Madhavan, Sanjay Suri, Namrata Shirodkar, Jimmy Shergill, Sonali Kulkarni, Hrishitaa Bhatt | Hindi     | występ Cameo                                      |
| 2003 | Saazish                   | Rajat Rawail         | —                   | Milind Soman, Aryan Vaid, Reshmi Ghosh, Usha Bachani, Suhas Khandke, Rajpal Yadav             | Hindi     |                                                   |
| 2003 | Qayamat                   | Harry Baweja         | Sheetal             | Ajay Devgan, Sunil Shetty, Sanjay Kapoor, Arbaaz Khan, Isha Koppikar, Neha Dhupia             | Hindi     |                                                   |
| 2003 | Jhankaar Beats            | Sujoy Ghosh          | Preeti              | Sanjay Suri, Rahul Bose, Juhi Chawla, Shayan Munshi, Rinke Khanna                             | Hinglish  | film nakręcony w języku mieszanym angielsko-hindi |
| 2004 | Dil Ne Jise Apna Kahaa    | Atul Agnihotri       | Kamini              | Salman Khan, Preity Zinta, Bhoomika Chawla, Helen, Rati Agnihotri, Renuka Shahane             | Hindi     | Cameo występ                                      |
| 2004 | Plan                      | Hriday Shetty        | Shalini             | Sanjay Dutt, Sanjay Suri, Dino Morea, Priyanka Chopra, Sameera Reddy                          | Hindi     | w piosence                                        |
| 2004 | Arasatchi                 | N. Maharajan         | Iruvathu Vaisu      | Arjun Sarja, Lara Dutta, Raghuvaran, Vivek, Lakshmi                                           | Tamilski  | w piosence                                        |
| 2005 | Ananthabhadram            | Santhosh Sivan       | Bhama               | Kavya Madhavan, Prithviraj Sukumaran, Manoj K Jayan, Kalabhavan Mani, Biju Menon, Revathi     | Malajalam |                                                   |
| 2005 | Shaadi No. 1              | David Dhawan         | Madhuri             | Sanjay Dutt, Fardeen Khan, Zayed Khan, Sharman Joshi, Esha Deol, Soha Ali Khan, Ayesha Takia  | Hindi     |                                                   |
| 2005 | Tum... Ho Na!             | N.S. Raj Bharath     | Reema               | Preeti Ganguly, Sumit Nijhawan, Nethra Raghuraman, Jackie Shroff                              | Hindi     |                                                   |
| 2005 | James                     | Rohit Jugraj         | —                   | Mohit Ahlawat, Mohan Agashe, Snehal Dabi, Nisha Kothari                                       | Hindi     | w piosence                                        |
| 2005 | Silsilay                  | Khalid Mohammed      | Anushka             | Tabu, Bhoomika Chawla, Jimmy Shergill, Rahul Bose, Celina Jaitley, Ashmit Patel, Divya Dutta  | Hindi     |                                                   |
| 2005 | It Was Raining That Night | Mahesh Manjrekar     | —                   | Riyaz Ahmed, Victor Banerjee, Mahesh Manjrekar, Dawn Moeller, Moon Moon Sen, Sushmita Sen     | angielski |                                                   |
| 2006 | Apna Sapna Money Money    | Sangeeth Sivan       | Shivani             | Ritesh Deshmukh, Celina Jaitley, Anupam Kher, Koena Mitra, Sunil Shetty, Jackie Shroff        | Hindi     |                                                   |
| 2006 | The Bachelor              | Ajay Sinha           | Nisha               | Sharman Joshi, Raima Sen, Manoj Pahwa, Himani Shivpuri, Manish Nagpal                         | Hindi     | nieskończony                                      |
| 2006 | Rokda                     | Ramesh Kotar         | —                   | Arshad Warsi, Ashmit Patel, Aashish Chaudhary, Shamita Shetty, Tanushree Dutta                | Hindi     | nieskończony                                      |
| 2006 | Love You Hamesha          | Kailash Surendranath | Meghna              | Rishma Malik, Sonali Bendre, Akshaye Khanna, Nirupa Roy                                       | Hindi     |                                                   |
| 2007 | Heyy Babyy                | Sajid Khan           | —                   | Akshay Kumar, Fardeen Khan, Riteish Deshmukh, Vidya Balan                                     | Hindi     | w piosence                                        |
| 2008 | Love Game                 | Srinivas Bhashyam    | —                   | Randeep Hooda, Rituparna Sengupta, Divya Dutta, Rakhi Sawant                                  | Hindi     | zapowiedziany                                     |